# Blasó
El blasó (mot derivat del verb alemany blasen, 'tocar el corn') era un instrument medieval que feien servir els heralds per anunciar l'arribada del cavaller als torneigs, i tot seguit passaven a fer el blasonament (o descripció) del seu escut d'armes i la relació dels seus títols nobiliaris segons les regles de l'heràldica. A través d'aquest origen, el terme ha passat a indicar en el llenguatge modern un dibuix simbòlic que respecta les regles heràldiques i que representa la noblesa d'una família o d'una ciutat. El terme blasó, doncs, actualment és usat com a sinònim d'escut i, per extensió, de ciència heràldica i de tot el que fa referència a la noblesa.